# Pierre Schneider
Pour les articles homonymes, voir Pierre Schneider (historien) et Schneider.
Pierre Schneider, né en mars 1945 à Outremont et mort le 1er avril 2023, est un journaliste, poète et militant indépendantiste québécois. Il a fait carrière dans le journalisme judiciaire, politique et culturel.

## Biographie
Pierre Schneider a fait des études classiques au Collège Saint-Viateur et au Collège Saint-Denis. Il est militant dans l'organisation du Rassemblement pour l’indépendance nationale dès le début des années 1960. Il est l’un des cofondateurs du Front de Libération du Québec et corédacteur du manifeste d’avril 1963. Arrêté en juin, il sera condamné à purger trois ans de prison, en septembre, pour une série d’attentats à la bombe. C'est d'ailleurs ce qui inspirera son ami Raymond Lévesque pour sa chanson Bozo-les-culottes. À la fin de 1966, il entame sa carrière journalistique dans les hebdos de Québécor et au Journal de Montréal aux côtés de Pierre Péladeau. Il sera d’ailleurs le correspondant du journal lors d’Expo 67. À la fin de l'année 68, il participe à la fondation d’un hebdo judiciaire. Au début des années 80, il est pigiste dans divers magazines et au quotidien Le Devoir. Il est nommé cadre à la direction de l’information du Journal de Montréal en 1988. Il change de branche en 1999 et devient le directeur de la section Arts et Spectacles.
Pierre Schneider publie en 2002 aux Éditions Québec Amérique un récit autobiographique intitulé Boum baby boom, ainsi qu'un carnet de poèmes. Réédition sous le titre Survivance en 2008 et en republication sous le titre L'Indépendance ou la mort en 2017.
En 2003, il quitte son poste au Journal de Montréal pour se consacrer à l’écriture. Les Éditions du Québécois ont publié deux de ses recueils de poésie.

## Œuvres
- Boum baby boom, Québec-Amérique, 2002[6].
- Paroles d'amour et de liberté, Éditions du Québécois, 2007[7].
- Survivance, Éditions du Québécois, 2008[8].
- La trahison comme mode de mort, Éditions du Québécois, 2011[9].
- L'indépendance ou la mort, Les Éditions La Draiglaán, 2017[10].
- La République assassinée de Daniel Johnson, Les Éditions de Mont-Royal, 2021[11].

## Prix
- Prix Omer Héroux en journalisme, 2017.
- Grand prix littéraire de la presse québécoise, 2021.